# Hohler Berg
Der Hohle Berg, auch als Hohes Kreuz bezeichnet, ist ein 522,6 m ü. NHN hoher Berg nördlich des Wiesenttales zwischen den Wiesenttaler Gemeindeteilen Muggendorf und Engelhardsberg. Am höchsten Punkt des Berges befindet sich ein 2011 errichteter und am 15. April 2011 eingeweihter sechseckiger Stahl-Holzturm mit zwölf Metern Höhe. Dieser wurde als Ersatzbau für einen älteren Turm errichtet. Außerdem befindet sich in Gipfelnähe ein Mobilfunkmast.
Der Name des Berges leitet sich von den zahlreichen Höhlen im Berg ab. Bedeutende Höhlen sind die Oswaldhöhle, Wundershöhle, Doktorshöhle und Witzenhöhle. Die Doktorshöhle liegt in unmittelbarer Nähe des Gipfels.

## Zugänge
Zum Gipfel des Hohlen Bergs führt eine, für den öffentlichen Verkehr gesperrte Fahrstraße sowie der Frankenweg (Markierung: Roter Querbalken) und der Heinrich-Uhl Weg (Markierung: Roter senkrechter Strich). 